# 阿奎利亞法
阿奎利亞法（Lex Aquilia）是罗马共和国於公元前286年為彌補《十二铜表法》中涉及財產糾紛的不足而制定的一部有關財產損害的罗马法 ，共有三章，其中第二章在頒布後不久即遭到廢除。該法的特征是通過賠償金額來取代《十二铜表法》中的同態復仇，例如殺死別人的奴隸或者毀壞他人財產，只需賠償一定數目的金額即可 。此外該法還首次确认了过错为不法行为成立的重要條件。該法對大陆法系侵权法具有一定的影響。